# 호암 예술상
호암 예술상(湖巖 藝術賞)은 호암재단이 주관하는 상인 호암상의 시상 부문 가운데 하나이다. 예술의 각 분야에서 예술 문화 창달에 탁월한 업적을 이룬 대한민국 국적의 예술가 또는 한국계 외국인 예술가에게 수여된다. 1994년에 신설되었다.

## 역대 수상자
- 1994년: 김원용
- 1995년: 백남준
- 1996년: 박경리
- 1997년: 정명훈
- 1998년: 최명희
- 1999년: 이문열
- 2000년: 백건우
- 2001년: 이우환
- 2002년: 강수진
- 2003년: 임권택
- 2004년: 황병기
- 2005년: 오태석, 부천 필하모닉 오케스트라
- 2006년: 박완서
- 2007년: 이청준
- 2008년: 우규승
- 2009년: 신경림
- 2010년: 장민호
- 2011년: 정경화
- 2012년: 진은숙
- 2013년: 신경숙
- 2014년: 홍혜경
- 2015년: 김수자
- 2016년: 황동규
- 2017년: 서도호
- 2018년: 연광철
- 2019년: 이불
- 2020년: 김민기
- 2021년: 봉준호
- 2022년: 김혜순
- 2023년: 조성진
- 2024년: 한강
- 2025년: 구본창